# Adat

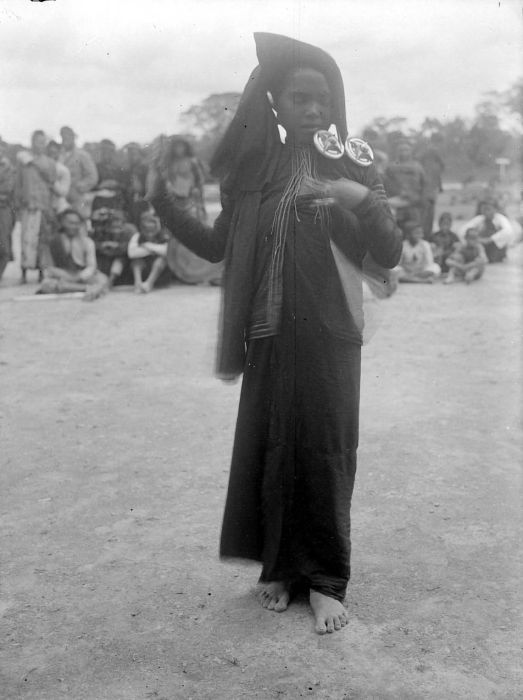
Adat-Tanz (bei den Batak in Sumatra)

Adat (arabisch عادات, DMG ʿādāt ‚Gewohnheiten, Bräuche‘) ist die Bezeichnung für ein ungeschriebenes Recht (Gewohnheitsrecht) vor allem in indonesischen Kulturen, einschließlich der hinduistischen Insel Bali. Es wird auch in anderen islamischen Kulturen Asiens gebraucht. Das Adat-Recht steht häufig als Parallelstruktur neben dem kodifizierten staatlichen Recht und religiösen Rechtsnormen und nimmt Einfluss auf sämtliche Bereiche des täglichen und zeremoniellen Lebens (Sitte, Tradition und Brauchtum). Mittels Adat wird in Indonesien auch die Ahnenverehrung, mithin die Beziehung zu den verstorbenen Vorfahren, geregelt.
Manche Kulturen wie die Minangkabau auf Sumatra haben noch viele Elemente des Adat-Systems in ihr alltägliches Handeln integriert. Das Adat-System kann Besitzverhältnisse, Rituale, Kleidungsvorschriften, Regeln für Feste und Heiratsbeziehungen, Austauschverhältnisse, Vererbungsregeln, Titel und Entscheidungsstrukturen in Gemeinden umfassen.
Eine Adat-Sitzung kann auch als Ältestenrat bezeichnet werden. Bei den Minangkabau wird diese bei ansonsten matrilinearer Gesellschaftsstruktur von Männern ausgeübt.
Auch bei vielen Kaukasusvölkern, z. B. den Tschetschenen gilt ein Adat. Es regelt auch die Blutrache.